# Eviota zonura
Eviota zonura és una espècie de peix de la família dels gòbids i de l'ordre dels perciformes.

## Morfologia
Els mascles poden assolir els 1,7 cm de longitud total.

## Distribució geogràfica
Es troba des del Mar de Timor i Waigeo (Indonèsia) fins a Samoa i Micronèsia.